# 1632년
1632년은 목요일로 시작하는 윤년이다.

## 연호
- 명(明) 숭정(崇禎) 5년
- 후금(後金) 천총(天聰) 6년
- 일본(日本) 간에이(寛永) 9년
- 후 레 왕조(後黎朝) 득롱(德隆) 4년

## 기년
- 류큐(琉球) 쇼호왕(尚豊王) 12년
- 명(明) 의종 숭정제(毅宗 崇禎帝) 5년
- 후금(後金) 태종 천총가한(太宗 天聰可汗) 6년
- 조선(朝鮮) 인조(仁祖) 10년
- 후 레 왕조(後黎朝) 신종(神宗) 14년

## 사건
- 11월 16일 - 뤼첸 전투에서 신교군이 구교군을 격파했지만 지도자 구스타브 2세 아돌프는 전사했다.

## 탄생
- 8월 29일 - 영국의 계몽주의 철학자 존 로크. (~1704년)
- 10월 24일 - 네덜란드의 과학자 안토니 판 레이우엔훅. (~1723년)
- 10월 31일 - 네덜란드의 화가 요하네스 페르메이르. (~1675년)
- 11월 24일 - 네덜란드의 철학자 바뤼흐 스피노자. (~1675년)
- 11월 28일 - 이탈리아 출신의 프랑스 작곡가 장바티스트 륄리. (~1687년)

### 미상
- 조선 후기의 문신 이선. (~1692년)

## 사망
- 3월 14일 - 일본의 에도 막부 제2대 쇼군 도쿠가와 히데타다. (1581년~)
- 4월 30일 - 신성 로마 제국의 군인 요한 체르클라에스 폰 틸리 백작. (1559년~)
- 8월 13일 - 조선 제14대 국왕 선조의 계비 인목왕후. (1584년~)
- 11월 16일 - 스웨덴의 국왕이자 30년 전쟁 프로테스탄트측 지도자 구스타브 2세 아돌프. (1594년~)
- 11월 17일 - 신성 로마 제국의 육군 원수 고트프리트 하인리히 추 파펜하임 백작. (1594년~)